# Kanał Finow

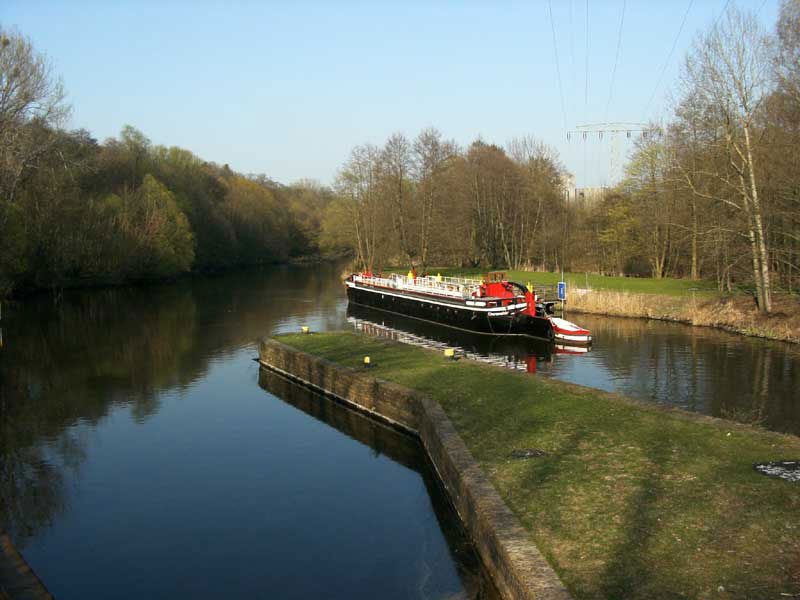
Kanał Finow. Śluza Drahthammer

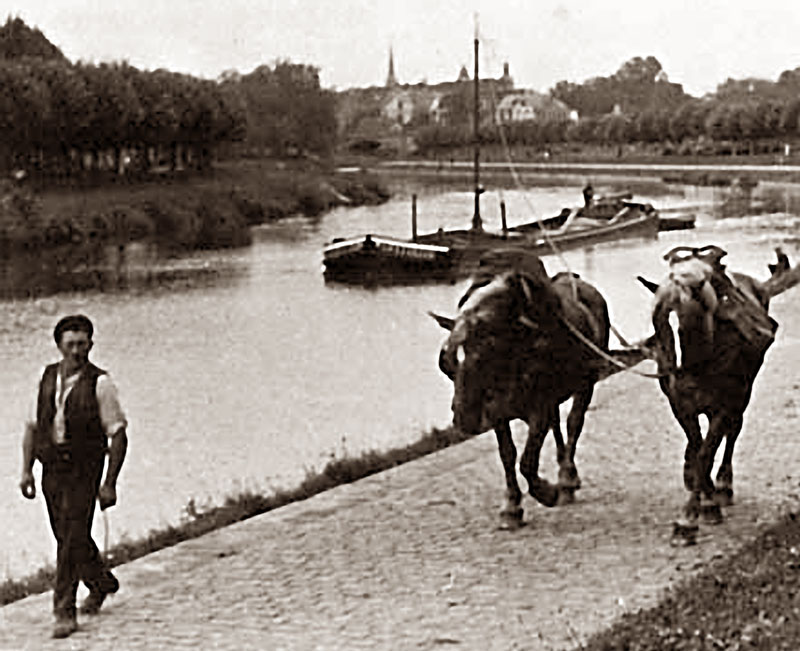
Kanał Finow, zaprzęg konny holujący barkę

Kanał Finow (niem. Finowkanal) – kanał o długości około 32 km położony w Brandenburgii, w powiecie Barnim. Należy do najstarszych istniejących sztucznych dróg wodnych w Europie. Został wybudowany w 1605 w celu połączenia Odry z Hawelą. Utracił swoje znaczenie gospodarcze po wybudowaniu w 1914 kanału Odra-Hawela.
Pierwotnie kanał rozpoczynał się w Liebenwalde, gdzie stykały się trzy drogi wodne: górna Hawela (a właściwie kanał Voss, będący jej kanałem lateralnym), kanał Malzer łączący Hawelę z Berlinem i właśnie kanał Finow. Powstały później Kanał Odra-Hawela skrzyżował się z kanałem Finow koło miejscowości Zerpenschleuse, poniżej znajdującej się tam pierwszej śluzy. Śluzę tę następnie zlikwidowano i zasypano, a odcinek kanału Finow od Liebenwalde do Zerpenschleuse, zwany Langer Trödel (Długi Tredel) został zamknięty dla żeglugi. Wlot do dalszej, zachowanej części kanału znajduje się na 50,4 km kanału Odra-Hawela, koło miejscowości Zerpenschleuse, natomiast wylot  na 79,0 km tego kanału, poniżej podnośni – śluzy Niederfinow. Czynnych jest na nim 12 śluz, wszystkie o długości komory 41,5 i szerokości ok. 5,2 metra.
Są to:
- śluza Ruhlsdorf (na 59,2 km kanału),
- śluza Leesenbrück (na 61,1 km kanału),
- śluza Grafenbrück (na 63,3 km kanału),
- śluza Schöpfurth (na 67,5 km kanału),
- śluza na Heegermühle (na 71,0 km kanału),
- śluza Wolfswinkel (na 72,9 km kanału),
- śluza Drahthammer (na 73,9 km kanału),
- śluza Kupferhammer (na 75,9 km kanału),
- śluza Eberswalde (na 77,9 km kanału),
- śluza Ragöse (na 81,0 km kanału),
- śluza Stecher (na 84,4 km kanału),
- śluza Liepe (na 88,9 km kanału).

Śluzy są czynne od maja do września w godzinach od 9 do 17. Kanał Finow obecnie używany jest jako element układu regulującego poziom wody w kanale Odra-Hawela oraz jako atrakcja turystyczna.
Górny odcinek kanału, Langer Trödel, został ponownie otwarty dla żeglugi latem 2016 r., po odbudowaniu i uruchomieniu śluzy Zerpenschleuse oraz zastąpieniu trzech niskich, stałych mostów nad kanałem mostami zwodzonymi. Od tego czasu możliwe jest przepłynięcie całego dawnego kanału Finow, przy czym kilkukilometrowy fragment kanału Langer Trödel koło Liebenwalde jest na tyle wąski, że ruch jachtów turystycznych jest na nim jednokierunkowy, wahadłowy - regulowany godzinami otwarcia mostów.
Kanał Finow jest drogą wodną klasy Ib i jest wzorcem dla tej klasy żeglugowej - wymogi dla klasy Ib ustalono właśnie w oparciu o parametry kanału Finow. W związku z tym dla statków śródlądowych klasy Ib w Niemczech funkcjonuje określenie Finowmass - wielkość Finow. 